# Pekin (Illinois)
Pekin is een plaats (city) in de Amerikaanse staat Illinois, en valt bestuurlijk gezien onder Peoria County en Tazewell County.

## Demografie
Bij de volkstelling in 2000 werd het aantal inwoners vastgesteld op 33.857.
In 2006 is het aantal inwoners door het United States Census Bureau geschat op 33.368, een daling van 489 (-1,4%).

## Geografie
Volgens het United States Census Bureau beslaat de plaats een oppervlakte van
35,6 km², waarvan 34,1 km² land en 1,5 km² water. Pekin ligt op ongeveer 153 m boven zeeniveau.

## Plaatsen in de nabije omgeving
De onderstaande figuur toont nabijgelegen plaatsen in een straal van 12 km rond Pekin.

## Geboren
- Ormond Stone (1847 - 1933), astronoom en wiskundige
- Don Heitler (1836 - 2018), jazzpianist en organist
- Susan Dey (1952), actrice
- Darren Andrew Points (1976), golfprofessional